# Strichfilm
Strichfilme, auch Lithfilme, sind Filme mit extrem steiler Gradation (Gamma > 2). Sie dienen zur Herstellung harter oder gerasterter Halbtonbilder und zur Wiedergabe von Strichvorlagen in der Reprotechnik. Zudem werden Lithfilme für Experimente im kreativen und künstlerischen Bereich z. B. zur Tontrennung  eingesetzt.
Für die sachgemäße Entwicklung von Strich- bzw. Lithfilmen verwendet man besondere Lithentwickler, die sehr hart arbeiten und eine hohe Dichte ergeben. 